# Eccidio di Vattaro
L'eccidio di Vattaro fu una strage nazista compiuta il 4 maggio 1945 durante la seconda guerra mondiale da parte delle SS nella quale furono fucilati 7 partigiani.

## La ricostruzione del CLN
I soldati tedeschi, oramai in ritirata dall'Altopiano di Asiago, per ritornare in Germania dovevano passare per Trento, dove le truppe erano già disarmate e arrese ai partigiani della 7 Comuni presso Lavarone e quindi alle forze inglesi, festeggiate dai locali. A Rovereto vi erano già gli americani con l'intenzione di liberare il Trentino dai tedeschi. Mentre fu ordinato ai partigiani di non abbandonare Lavarone, gli inglesi si diressero verso la Valsugana attorno alle 16:00. Mandarono in avanti una motocarozzella con issata una bandiera bianca per discutere con il nemico, ma probabilmente per un errore di comunicazione o di mal comprensione della lingua tedesca, la discussione si fece complicata. Dopo aver catturato un generale dei paracadutisti, raggiunsero un accordo per la resa con l'onore delle armi e dunque i partigiani vicentini, in un'auto e in un'autocorriera, partirono in direzione di Vattaro. Intorno alle 17:30 però il comando delle SS di Caldonazzo si schierò con mezzi corazzati e armati di mitragliatori sbarrando la via: l'eccidio si svolse sotto gli occhi della popolazione locale, 7 partigiani furono uccisi.

## Le polemiche
La comunità locale ha sempre vissuto con distacco la commemorazione, in più occasioni nemmeno le autorità locali sono intervenute   sostenendo che molti anziani del posto ricordano gli eventi in modo diverso ovvero una ricostruzione che vedeva i partigiani assalitori di una colonna già in ritirata e ben rifornita di denaro e armi che i partigiani vollero tentare di rubare, uccidendo un soldato tedesco e mettendo la popolazione locale in pericolo di una rappresaglia, fortunatamente evitata. 

## La lapide
L'Associazione Nazionale Partigiani d'Italia (ANPI) di Asiago, nell'anno successivo, ha posta una lapide a Vattaro riportante tale epigrafe:
Questa si trova lungo la strada statale 349, salendo da Trento per il valico della Fricca, presso l'hotel Tomei.

## Le vittime
Sette partigiani vennero uccisi nello scontro con le SS il 4 maggio 1945:
- Pasquale Arduini;
- Giovanni Cera di Domenico;
- Giovanni Cera di Valentino;
- Rodolfo Corradi;
- Romeo Pienner;
- Gianna Trosely;
- Domenico Zotti, accoltellato in una stalla.